# حسن فدعق
حسن بن محمد فدعق (1309 - 1400 هـ) إمام وفقيه شافعي من علماء مكة المكرمة. تولى إمامة الشافعية بالمسجد الحرام كما كان والده وجده من قبل، ومن ثم اختاره الأمير فيصل بن الحسين ليكون إمامًا خاصًا به ورافقه في سوريا والعراق.

## نسبه
حسن بن محمد بن عبد الله بن عمر بن حسين بن علوي بن حسين بن فدعق بن محمد بن عبد الله بن مبارك بن عبد الله وطب بن محمد المنفر بن عبد الله بن محمد بن عبد الله باعلوي بن علوي الغيور بن الفقيه المقدم محمد بن علي بن محمد صاحب مرباط بن علي خالع قسم بن علوي بن محمد بن علوي بن عبيد الله بن أحمد المهاجر بن عيسى بن محمد النقيب بن علي العريضي بن جعفر الصادق بن محمد الباقر بن علي زين العابدين بن الحسين السبط بن علي بن أبي طالب، وعلي زوج فاطمة بنت محمد ﷺ.
فهو الحفيد 33 لرسول الله محمد ﷺ في سلسلة نسبه.

## مولده ونشأته
ولد بمكة المكرمة عام 1309 هـ، وكان جده عمر بن حسين فدعق أول من انتقل من قسم حضرموت إلى مكة سنة 1230 هـ. بدأ حسن حياته العلمية بحفظ القرآن وأخذ مبادئ العلوم الدينية على يد والده وبعض علماء مكة المكرمة آنذاك، كالشيخ محمد بن عبد الله بافيل أحد العلماء والمدرسين بالمسجد الحرام بباب العتيق، إذ حفظ عليه الرسائل الأربعة وهي «الرسالة الجامعة» و«سلم التوفيق» و«السفينة» و«رسالة الشيخ محمد صالح الريس» وعمره تسع سنوات، وتلقى بعض كتب العربية والفقه والحديث والتفسير وبقية العلوم الشرعية من علماء الحرم المكي وكبار أعيان مكة المكرمة. وقد كان قوي الذاكرة ميالًا بطبعه إلى طريق أسلافه العلويين علمًا وعملًا وسيرةً وتمسكًا، كما أنه كان كثير الحرص والاهتمام على اقتناء مؤلفاتهم وملازمة القراءة فيها وفي غيرها.

## رحلاته
رحل إلى حضرموت عدة مرات، وفي هذه الرحلات أخذ عن جملة من شيوخها ورجالها، وتنقل في العديد من المدن واتصلت أسانيده بأسانيد علماء حضرموت. وارتحل إلى بلدان جنوب شرق آسيا أكثر من مرة، كانت الأولى مع والده عام 1321 هـ إلى الجهة الجاوية، أما الثانية فكانت عام 1324 هـ بمفرده، حيث زار في هذه الرحلة قدح وسنغافورة وفلمبان، وكانت رحلة أحيطت بالكثير من المخاطر على ظهر سفينة شراعية تجرها سفينة أخرى لعدم وجود السفن الجيدة. والثالثة بعد وفاة والده عام 1328 هـ، ومكث عامين هناك للعلم ونشر الدعوة في تلك الأصقاع. والرابعة عام 1330 هـ سافر إلى ميدان وفلمبان وجاكرتا وولاية قدح التي فيها ابن عمه، وزار أيضًا بوقور التي اشتهرت بمحط الرجال وأنها مركز للقاصدين شرقًا وغربًا. والخامسة عام 1343 هـ بعد الحرب العالمية الأولى عن طريق عدن والهند وبقي هناك سنتين يرافقه ابنه محمد، وكانت أكثر إقامته في هذه الرحلة في بوقور، ومنها انتقل إلى شرق إندونيسيا وتيمور.

## مناصبه
ندبه الأمير فيصل بن الحسين الهاشمي واختير إمامًا خاصًا له بعد أن عينته مشيخة الحرم المكي بطلب من الشيخ بسيوني إمام الملك حسين لأهليته وجلادته على الأسفار، فرافقه في حملاته العسكرية ضد الأتراك بالشام إثر إعلان الثورة العربية عام 1334 هـ. وفي صفر من عام 1335 هـ دعاه السيد أحمد بن علوي السقاف الذي كان رئيسًا لديوان الملك حسين وطلب منه التوجه إلى الشمال لمباشرة الإمامة للشريف فيصل، فتوجه إلى جدة بمعية الشريف حمزة الفعر إلى دار وكيل الأشراف محمد حسين نصيف. وبقي بعد ذلك مع الشريف فيصل طيلة حكمه للشام حتى سقطت الحكومة على أيدي الفرنسيين ثم عاد إلى مكة. وبعد اختيار الشريف فيصل ملكًا على عرش العراق سافر معه ولازمه، ثم عاد إلى الحجاز عام 1340 هـ. وأسس جلسته العلمية المعروفة باسم «الروحة».

## مؤلفاته
وله من المؤلفات:
- «الفوائد الحسان»
- «أيام في الشرق الأقصى»
- «نفثات من أقلام الشباب السعودي»

## وفاته
اعتزل الناس في آخر حياته بسبب المرض الذي أقعده وأجهده ولكن ظل الإقبال على منزله كما هو. وكثيرًا ما كان يجلس إليه العلماء والشباب وطلاب العلم، فينتفعون من إرشاداته الدينية الحكيمة، واستمر ذلك حتى وفاته ليلة الثلاثاء الثاني من شهر رمضان سنة 1400 هـ بمكة، ودفن ليلة الأربعاء بعد صلاة العشاء بمقبرة المعلاة عن عمر يناهز 91 عاما.

### استشهادات
1. ↑  أبو هشام، عبد الله بن صديق (1983). الأسر الهاشمية أعيان مكة المحمية (PDF). جدة، السعودية: تهامة. ص. 185. مؤرشف من الأصل (PDF) في 2020-05-26.
2. ↑  عقيل، عبد الحميد بن زيني (2008). تراجم ونسب آل البيت؛ النسب المحسوب لكل جد منسوب. بيروت، لبنان: الدار العربية للموسوعات. ص. 49. مؤرشف من الأصل في 2023-04-08.
3. ↑  بلفقيه، علوي بن محمد (1994). من أعقاب البضعة المحمدية الطاهرة. تريم، اليمن: دار المهاجر. ج. الثاني. ص. 254.
4. ↑  المشهور، أبو بكر بن علي (1998). جني القطاف من مناقب وأحوال الإمام العلامة خليفة الأسلاف عبد القادر بن أحمد بن عبد الرحمن السقاف. المدينة المنورة، السعودية: دار المهاجر. ص. 275.
5. ↑  الجوهي، خالد حسن (2017). الحضارم في الحجاز دورهم في الحياة العلمية والتجارية 1256-1337 هـ/1840-1918 م. الرياض، السعودية: مركز الملك سلمان بجامعة الملك سعود. ص. 93. ISBN:9786039089216.
6. ↑  العطاس، علي بن حسين. تاج الأعراس على مناقب الحبيب صالح بن عبد الله العطاس (ط. الأولى). إندونيسيا: منارة قدس. ج. الثاني. ص. 680.
7. ↑  المشهور، عبد الرحمن بن محمد (1984). شمس الظهيرة (PDF). جدة، السعودية: عالم المعرفة. ج. الأول. ص. 360. مؤرشف من الأصل (PDF) في 2020-01-02.
8. ↑  "السيد عبد الله فدعق - نبذة وتعريف". فدعق نت. مؤرشف من الأصل في 2020-10-04.
9. ↑  المرعشلي، يوسف عبد الرحمن (2006). نثر الجواهر والدرر في علماء القرن الرابع عشر (PDF). بيروت، لبنان: دار المعرفة. ص. 359. مؤرشف من الأصل (PDF) في 2018-06-12.
10. ↑  يوسف، محمد خير رمضان (2002). تتمة الأعلام للزركلي (PDF). بيروت، لبنان: دار ابن حزم. ج. الأول. ص. 137. مؤرشف من الأصل (PDF) في 2018-10-28.